# The Sound of a Flower
The Sound of a Flower (en hangul, 도리화가; en hanja, 桃李花歌; romanización revisada, Dorihwaga) es una película surcoreana de 2015 basada en la vida de Jin Chae-seon, la primera cantante de pansori de la era Joseon en 1867. Jin arriesgó su vida vestida como hombre, cuándo a las mujeres se les prohibió cantar en público o actuar en un escenario. El punto principal de la película es la relación entre Jin y su profesor de pansori, Shin Jae-hyo. El título coreano, Dorihwaga, es de una canción escrita por Shin sobre su protegida después de que se convirtió en una cantante de la corte real.
Fue dirigida por Lee Jong-pil, quien también coescribió el guion junto a Kim Ah-young. Suzy, quien interpretó a Jin Chae-seon, estudió pansori por un año para prepararse para el papel. Ryu Seung-ryong dio vida al profesor, Shin Jae-hyo. Kim Nam-gil como el padre del rey y regente (Heungseon Daewongun) y Song Sae-byeok como Kim Se-jong, un famoso cantante pansori. Lee Dong-hwi y Ahn Jae-hong interpretaron a los discípulos de Shin.

## Sinopsis
Jin Chae-seon es una huérfana criada por una gisaeng durante la época de la dinastía Joseon en 1867. Disfruta las actuaciones de pansori y espía en las lecciones pansori de la escuela. Secretamente práctica canto cuando está sola, y le pide al maestro de pansori Shin Jae-hyo que le enseñe. Es rechazada de inmediato porque las mujeres tienen prohibido aprenderlo y actuar en público. Entonces Chae-seon decide disfrazarse como un hombre, pero es rechazada nuevamente. Cuando el maestro Shin escucha la noticia de que el padre del rey y gobernante de la dinastía Joseon, Heungseon Daewongun, va a celebrar un concurso nacional de pansori, cambia de opinión y decide entrenar a Jin para la competencia. Sin embargo, nadie debe descubrir que es una mujer, o ambos enfrentarán la muerte.
Después de un período de formación, Jin presenta en el palacio Chunhyangga. Heungseon Daewongun está encantado con su presentación y decide mantenerla en su corte. Shin Jae-hyo, entonces, se da cuenta de cuánto la ama y compone "Dorihwaga" para expresar su anhelo por su alumna.

## Reparto
- Ryu Seung-ryong como Shin Jae-hyo.
- Suzy como Jin Chae-seon.
- Song Sae-byeok como Kim Se-jong.
- Kim Nam-gil como Heungseon Daewongun.
- Lee Dong-hwi como Chil-sung.
- Ahn Jae-hong como Yong-bok.
- Kim Tae-hoon como oficial de nivel bajo.
- Park Ho-san como Jin Yun-chung.
- Kim So-jin como la madre de Jin Chae-seon.
- Jin Seon-kyu como el mánager de School Magazine.
- So Hee-jung como dama de la corte.

## Liberación y recepción
Estrenada en Corea del Sur el 25 de noviembre de 2015. Fue ampliamente anticipada debido al reparto de alto perfil y tuvo el mayor número de reservas de entradas. Aun así, se ubicó en un decepcionante cuarto lugar de taquilla, con solo 245,000 espectadores durante su fin de semana de estreno. Observadores de la industria atribuyeron esto a la "trama aburrida" e interpretación vocal "sin pulir" de Suzy. Lee Mi-ji de StarN News culpó a la pérdida de foco de la película y el "estancamiento" en su segunda mitad; centrándose en el romance entre Jin Chae-seon y Shin Jae-hyo, en lugar de la historia de su vida. La película se ubicó decimotercera en su segundo fin de semana, vendiendo un total de 300,729 entradas ganando ₩2.1 mil millones (EE. UU.$1.8 millones).
Recibió mayormente críticas negativas, en cuanto a su edición y guion, así como la interpretación de Suzy. Jin Eun-soo del Korea JoongAng Daily dio a la película una crítica mixta. Alabó el desempeño de Suzy, pero criticó algunos aspectos del guion, renegando que "en algún lugar a lo largo de la película se convirtió en una oda a Suzy, no a Jin Chae-seon".

## Premios y nominaciones
| Año  | Premio                         | Categoría                     | Nominado | Resultado |
| ---- | ------------------------------ | ----------------------------- | -------- | --------- |
| 2016 | 52.º Paeksang Premios de Artes | Actriz más Popular (Película) | Bae Suzy | Ganadora  |